# دشت کاچی
دشت کاچی که با نام کاچ گانداوا نیز شناخته می‌شود منطقه ای باستانی است که در منطقه کاچی، ایالت بلوچستان واقع شده است.

## تاریخچه
محوطه باستانی مهرگره در منطقه کاچی در بلوچستان امروزی واقع شده است که آن را تبدیل به مهم‌ترین و پراهمیت‌ترین مکان‌های نوسنگی در باستان‌شناسی می‌کند. محوطه‌های باستانی دشت کاچی که آثار باقی مانده مهرگره را در خود جای دارند از قدیمی‌ترین مکان‌هایی هستند که شواهدی از کشاورزی (گندم و جو) و گله داری (گاو، گوسفند و بز) در جنوب آسیا دارند.

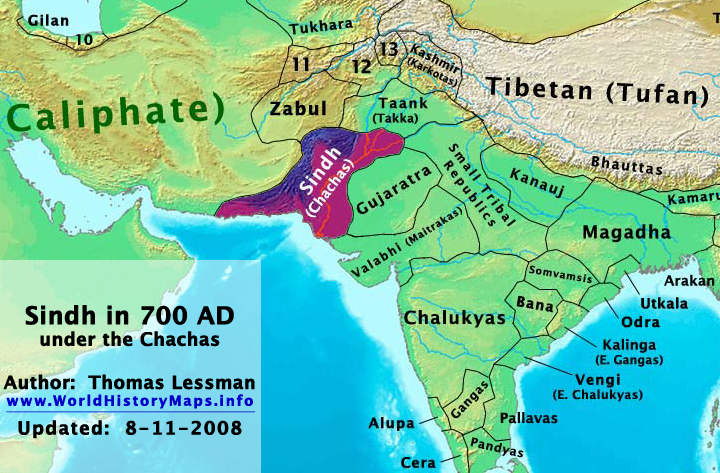
تمدن دره سند در سال ۷۰۰ پس از میلاد (از جمله دشت کاچی).

احمد خان اول بلوچ نواحی کاچی، کویته، مستونگ، پیشین از دست والی مغول قندهار گرفت و بخشی از خانات کلات کرد. میر احمد خان بلوچ زندگی خود را صرف جنگ با افغان‌ها و کلهراس سند کرد و متحد اورنگ زیب امپراتور مغول شد.این ناحیه پس از آنکه جزئی از خانات کلات تا ۱۹۵۵ و انحلال خانات کلات تحت کنترل مستقیم حاکمان کلات بود. کاچی در بهمن ۱۳۴۴ به عنوان بخش ابلاغ شد. در آن زمان نواحی نصیرآباد، جلال مجسی، جعفرآباد، اوستا محمد و صحبت پور را شامل می‌شد که در سال ۱۹۸۷ از هم جدا شدند.

## جغرافیا

### دشت
دشت کاچی دشتی است خشک با رشته‌کوه‌هایی در سه طرف شمال، جنوب و غرب که در:
- ناحیه کاچی و ناحیه لسبله
- قسمت جنوبی ناحیه سبی که تا بخش نصیرآباد امتداد دارد
- بخش جنوبی منطقه دره بوگتی

### رشته کوه
سه رشته کوه اصلی در بلوچستان وجود دارد:
- رشته کوه مرکزی مکران (۲٬۰۰۰–۳٬۰۰۰ متر (۶٬۶۰۰–۹٬۸۰۰ فوت))
- رشته کوه سیاهان (۱٬۰۰۰–۲٬۰۰۰ متر (۳٬۳۰۰–۶٬۶۰۰ فوت)).

### مناطق
نواحی کاچی، سبی، نصیرآباد، جعفرآباد، جهل مگسی، اوستا محمد، صحبت پور، هرنای، لسبیله بلوچستان که در ایالت بلوچستان واقع شده‌اند.

## باستان‌شناسی
مهرگره یکی از مهم‌ترین محوطه‌های باستان‌شناسی نوسنگی در ۷۰۰۰ سال قبل از میلاد تا ۲۵۰۰ قبل از میلاد است که در دشت کاچی قرار دارد.

## برای مطالعهٔ بیشتر
- مهرگره
- تمدن دره سند
- تاریخ بلوچستان